# Ephippiger camillae
Ephippiger camillae is een rechtvleugelig insect uit de familie van de sabelsprinkhanen (Tettigoniidae). De wetenschappelijke naam van deze soort is voor het eerst voorgesteld door Paolo Fontana en Bruno Massa in een publicatie uit 2000.
Deze sprinkhaan is voor het eerst ontdekt in de Madonie op Sicilië in de jaren 80 van de 19e eeuw. De soort is sindsdien, ondanks herhaalde zoektochten, nooit meer waargenomen.